# سيسيل وود (قسيس)
سيسيل وود (بالإنجليزية: Cecil Wood)‏ هو قسيس نيوزيلندي، ولد في 1874، وتوفي في 1937.